# Richard Corben
Richard Vance Corben (Anderson, 1º ottobre 1940 – 2 dicembre 2020) è stato un fumettista e illustratore statunitense, noto anche come Gore, Corb, Harvey Sea. Inizia la sua carriera come fumettista underground, per poi affermarsi sulla rivista Heavy Metal tra il 1977 e il 1981. Nel 2012 è stato inserito nella Will Eisner Award Hall of Fame, e nel 2018 ha vinto il prestigioso Grand Prix del Festival international de la bande dessinée d'Angoulême.

## Biografia

### Esordi
(Alessandro Bottero)
Richard Corben nasce in una fattoria a Anderson in Missouri, e si laurea in Belle Arti al Kansas City Art Institute nel 1965.
Dopo aver lavorato come animatore professionista, Corben inizia a produrre fumetti "underground", tra cui Grim Wit, Slow Death, Skull, Rowlf, Fever Dreams che pubblica principalmente sulla sua fanzine autoprodotta Fantagor. Con lo sviluppo del Direct Market, nel 1982 fonda la casa editrice indipendente Fangor, a cui si dedica completamente tra il 1986 e il 1994. La sua carriera come fumettista raggiunge una certa stabilità economica e professionale quando nel 1970 inizia ad illustrare storie dell'orrore e di fantascienza per l'editore Warren Publishing. Le sue storie compaiono su Creepy, Eerie, Vampirella, 1984 e Comix International. Inoltre colora diversi episodi di The Spirit di Will Eisner. Corben rifiuta sempre di lavorare per case editrici che producano fumetti mainstream, quali le Big-Two (Marvel e DC), questo non gli facilità l'imporsi nel mondo fumettistico. Alla Warren ha comunque modo di evolversi come autore completo con piena autonomia nel realizzare le sue storie, si dimostra molto interessato però alle storie pubblicate su magazine per lettori maturi.
Nel 1975, quando Moebius, Druillet, e Jean-Pierre Dionnet iniziano a pubblicare la rivista Métal Hurlant in Francia, Corben gli propone alcune delle sue storie a partire dal 1975 Continua il suo lavoro per la filiale in America, dove la rivista viene chiamata Heavy Metal. Nel 1976 adatta una breve storia di Robert E. Howard in quella che probabilmente è il primo graphic novel, Bloodstar.

### Affermazione e successo
La definitiva consacrazione come autore avviene nel 1977 con il suo passaggio alla rivista Heavy Maetal che tra gli anni settanta e ottanta ottiene il suo apice di vendite e gode di una grande distribuzione. Il suo creatore Mogel ha una grande ammirazione per Corben e per il suo stile che ritiene innovativo e al di fuori di ogni schema o precedente. Dal aprile 1977 al marzo 1983 è presente nella maggior parte dei titoli di Heavy Metal, vi sono autori più rappresentativi o che riscuotono maggior successo quali Moebius e Druillet o lo stesso Simon Bisley più tardivamente, ma la sua presenza pare imprescindibile. Infatti Corben è capace di esagerare ogni stereotipo "per mostrare l'irrealtà, i suoi personaggi con uomini supermuscolosi e donne dai seni enormi sono volutamente impossibili in un mondo che segua le normali leggi dell'anatomia e della fisiologia"Le storie sviluppate da Corben partono da subito creando già nel 1977 una delle sue storie più famose e ovvero Den, il successo e l'interesse dei lettori porta ad un sequel serializzato in 18 parti tra il tra il 1981 e il 1983. La sua storia sulla rivista inizia in ogni caso con storie brevi ed è già pubblicata anni prima per il mercato indipendente con la short-story Neverwhere e in una storia in Grim Wit #2. La saga vasta saga di Den narra invece un'epica con le avventure di un giovane nerd sottopeso che viaggia verso Neverwhere, un universo che si ispira all'era hyboriana di Robert E. Howard, al Barsoom di Edgar Rice Burroughs e alla dimensione orrorifica di H. P. Lovecraft. Lì il ragazzo diventa un uomo enorme superdotato e muscoloso che ha avventure erotiche in un mondo pieno di stravaganti pericoli, mostri orrendi e prosperose donne nude che gli si gettano addosso, attirate dal suo enorme palo. Da questa storia è stato tratta una sequenza del film di animazione Heavy Metal. Dopo Den, Corben si dedica alla serializzazione di un'altra lunga saga avventurosa e fantasy quale Sinbad nella terra dei jinn  dove si occupa però prevalentemente di una rivisitazione e colorazione, visto che era già stata pubblicata anni prima per il mercato indipendente.
La rottura tra Corben e Heavy Metal inizia nei primi anni ottanta, quando la rivista aggiudica al giornalista specializzato ovvero Brian Baoulfur che doveva nelle intenzioni dell'edtitore che avrebbe dovuto celebreare l'unicità del lavoro originale e unico dell'artista, ma scade nella polemica causa della natura sexy della sua arte, Corben fu accusato di essere pornografico, descrizione in cui l'autore non si riconobbe. e di cui Corben non fu per nulla soddisfatto. Si sentì descritto come un "meschino, infantile, goffo borderline" e scrisse quindi una lettera in replica, che venne pubblicata nel settembre del 2001. Bisogna sottolineare come lo stesso Corben non tende a smorzare le critiche arrivando a definirsi un "maniaco sessuale". Bodyodyssey, pur realizzata in precedenza, finisce di essere serializzata su Heavy Metal nel 1985, e rimane la sua ultima opera inedita per la rivista fino al 2017. Corben non rimane però inattivo e tra il 1982 e il 1984 riprende il titolo della sua storica fanzine anni sessanta Fangor e sfruttando la diffusione del Direct Market del decennio ne fonda una casa editrice. Il rapporto viene recuperato da Eastman grazie ad un evento più unico che raro per il magazine: nel 1998 pubblica la rivista antologica parallela alla collana dal titolo Best of Richard Corben. Le storie non vengono però tratte direttamente da Heavy Metal ma dalla sua produzione underground e da una serie di riviste quale la Warren. Il progetto non ha immediato seguito perché bisogna aspettare l'arrivo di Grant Morrison e la sua celebre "magia persuasiva". L'ultima storia inedita è Murky recuperata grazie a Grant Morrison, ma Corben non presenta alcuna revisione del suo stile, ma il tratto è ancora più volutamente l'0pera è volutamente esagerata e deforme nelle forme e nello stile dei personaggi: si sviluppa in un recinto fantasy, dove Corben ha modo di evidenziarne i cliché del genere, volutamente essere fedele e provocatorio in piena coreza con se stesso e alla sua carriera. La sua filosofia poetica è ben riassunta nell'affermazione:«...fa quello che credi importante e non accontentarti di nulla del meno del massimo. Trova un tuo stile e rendilo ancora più tempofino a diventare riconoscibile e umile. Il resto seguirà.» Quando l'artista muore (nel 2020), l'ultima parte della serie Murky World era stata pubblicata su Heavy Metal 30 solo pochi mesi prima. Da notare che la sua piena rivalutazione e celebrazione avviene durante la gestione del suo grande ammiratore Kevin Eastman (editore tra il 1992 e il 2015). «...in effetti l'unica cosa edgy che ho fatto (all'interno del puritano fumetto statunitense) è stata raffigurare uomini e donne nude, cosa che è stata fatta da grandi artisti che espongono nei musei. Ne ho ricavato benefeci mentre il danno è stato essere considerato (da alcuni) come un disegnatore capace di disegnare solo donne nude». Nel frattempo l'artista ha raggiunto l'apice della popolarità come illustratore: diviene infatti l'autore della copertina dell'album Bat Out of Hell di Meat Loaf, che, pubblicato nel 1977, arriva a vendere nel 2023 42 milioni di copie. Si distingue anche per le copertine di Jim Steinman, di Bad for Good e della locandina (basata su un disegno di Neal Adams) per il film di Brian De Palma Il fantasma del palcoscenico. Inoltre realizzò la copertina per la pubblicazione in cassetta del film dell'orrore (a basso budget) Spookies.
Le collaborazioni di Corben sono varie e vanno da Rip in Time con Bruce Jones a Harlan Ellison per Vic and Blood tratto dal racconto Un ragazzo e il suo cane (A Boy and His Dog 1969), fino alla Saga di Den, Mutant World, Son of Mutant World, Jeremy Brood eThe Arabian Nights con Jan Strnad.
Nel 2000 Corben ha collaborato con Brian Azzarello su cinque albi di Hellblazer (146-150) poi raccolti in Hellblazer: Hard Time. Ha inoltre adattato un classico, La casa sull'abisso di William Hope Hodgson, per la Vertigo.
Nel 2001 Azzarello e Corben hanno creato per Marvel Startling Stories - Banner (4 albi che esplorano la relazione tra Doc Samson e Bruce Banner) e Cage (5 albi su Luke Cage) pubblicati sotto l'etichetta MAX Comics.
Nel 2005 Corben lavora con il rocker Rob Zombie e con Steve Niles ad un progetto per IDW Publishing chiamato Bigfoot, cinque albi che dimostrano l'evoluzione dell'artista: la cronaca di un ragazzo che assiste al massacro dei genitori ad opera del personaggio del titolo e il suo ritorno alla foresta per vendicarsi quando diventa grande.
Nel 2007 Corben disegna due numeri della testata del demone motociclista della Marvel Comics, Ghost Rider. Per la MAX produce Haunt of Horror, delle mini-serie che adattano dei classici dell'horror al fumetto. La prima mini-serie, pubblicata nel 2006, era basata sulle storie di Edgar Allan Poe seguita da una seconda serie nel 2008 su storie di H. P. Lovecraft. Tra il 2008 e 2009 illustra i flashback di Conan of Cimmeria #1-7, raccolti come Conan Volume 7: Cimmeria. Nel 2009 illustra Starr the Slayer, uscito per la MAX Comics.
Il suo ultimo lavoro è come animatore per il gioco per computer DARKSTAR – The Interactive Movie.

## Riconoscimenti
- Premio Shazam come Outstanding New Talent nel 1971;[16]
- Superior Achievement by an Individual nel 1973;[16]
- un CINE Golden Eagle;[16]
- trofeo "President of Japan Cultural Society" nel 1968 per il suo corto Neverwhere.[16].
- Nel 2009 vincece lo Spectrum Grand Master Award che viene assegnato da una delle più importanti riviste del settore per chi è si è saputo distinguere nelle storie e nello stile.
- Nel 2018 ha vinto il Gran Premio del 45º Festival international de la bande dessinée d'Angoulême.[17][18]